# Reclesne
Reclesne ist eine französische Gemeinde mit 287 Einwohnern (Stand 1. Januar 2022) im Département Saône-et-Loire in der Region Bourgogne-Franche-Comté (vor 2016 Bourgogne). Die Gemeinde gehört zum Arrondissement Autun und zum Kanton Autun-1 (bis 2015 Lucenay-l’Évêque). 

## Geographie
Reclesne liegt etwa zwölf Kilometer nordnordöstlich von Autun. Umgeben wird Reclesne von den Nachbargemeinden Lucenay-l’Évêque im Norden und Nordwesten, Barnay im Norden und Nordosten, Cordesse im Osten, Dracy-Saint-Loup im Südosten, Saint-Forgeot im Süden, Tavernay im Südwesten sowie Sommant im Westen.

## Weblinks

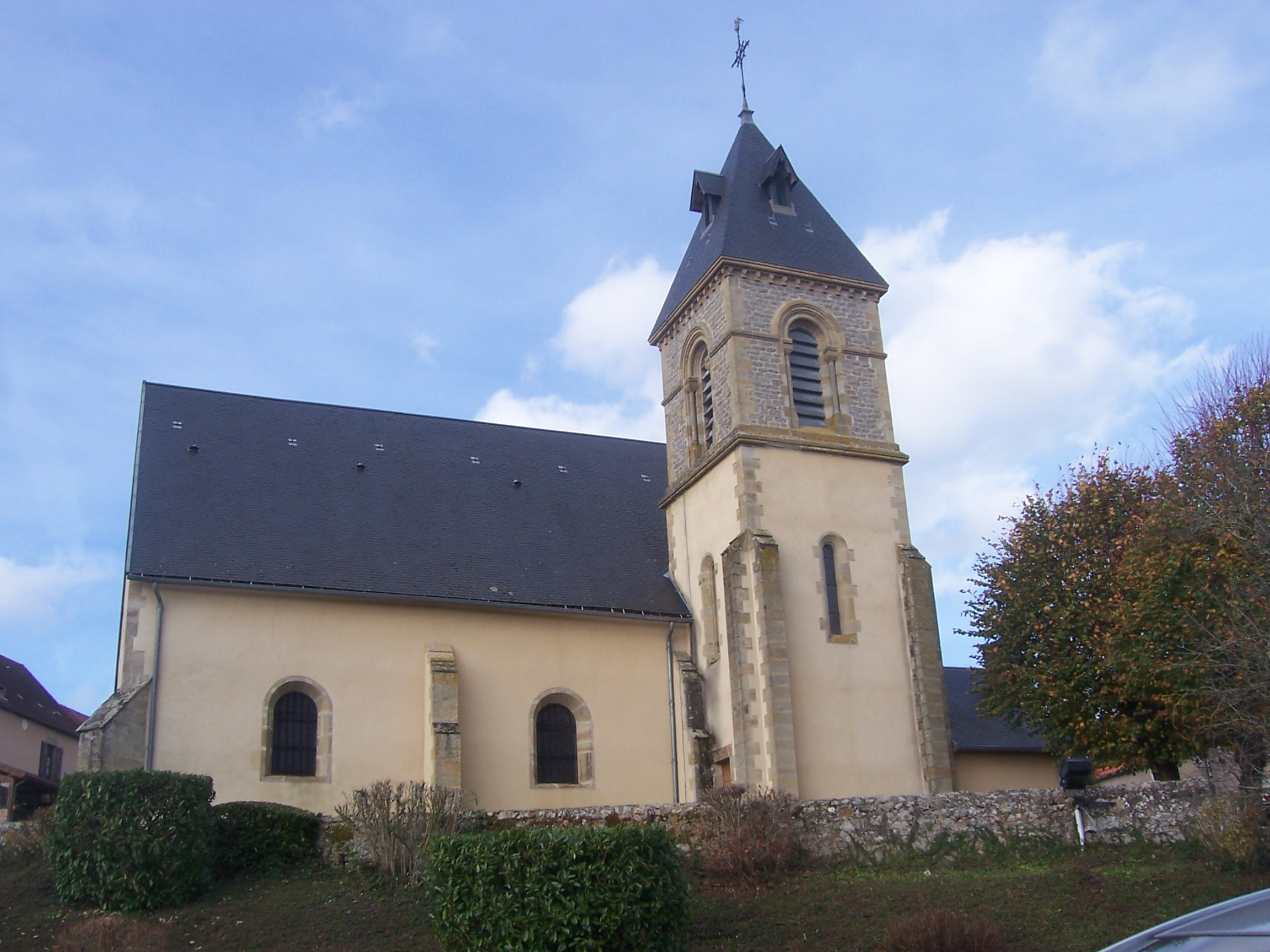
Kirche Notre-Dame-de-l’Assomption

## Bevölkerungsentwicklung
| 1962                       | 1968 | 1975 | 1982 | 1990 | 1999 | 2006 | 2013 | 2019 |
| -------------------------- | ---- | ---- | ---- | ---- | ---- | ---- | ---- | ---- |
| 251                        | 232  | 210  | 234  | 272  | 297  | 304  | 315  | 303  |
| Quellen: Cassini und INSEE |      |      |      |      |      |      |      |      |

## Sehenswürdigkeiten
- Kirche Notre-Dame-de-l’Assomption